# تری فورلو
تری فورلو (انگلیسی: Terry Furlow; ۱۸ اکتبر ۱۹۵۴ – ۲۳ مهٔ ۱۹۸۰) بازیکن بسکتبال اهل ایالات متحده آمریکا بود.
از باشگاه‌هایی که در آن بازی کرده‌است می‌توان به کلیولند کاوالیرز، یوتا جاز، فیلادلفیا سونتی‌سیکسرز، و آتلانتا هاوکس اشاره کرد.